# Francesca Bertoni
Francesca Bertoni (Pavullo nel Frignano, 29 dicembre 1993) è una siepista e mezzofondista italiana, campionessa nazionale assoluta dei 3000 m siepi nel 2016 e 2017 nonché medaglia di bronzo a squadre agli Europei di corsa campestre 2015 nella categoria under 23.

## Biografia
Dal 2004 al 2014 è stata tesserata con il Mollificio Modenese Cittadella. È poi passata alla La Fratellanza 1874 con cui è tesserata dal 2015.
È allenata da Mauro Bazzani e viene seguita anche da Luciano Gigliotti.
Assente ai campionati italiani cadetti di corsa campestre di Villa Lagarina 2007, invece nell'edizione dell'anno seguente a Carpi 2008 termina al 21º posto; sempre nel biennio cadette 2007-2008 agli italiani di categoria sui 2000 m siepi ha terminato rispettivamente 18ª e 9ª.
È stata assente ai campionati italiani giovanili ed assoluti indoor dal 2009 al 2014, entrambi gli anni compresi.
La prima medaglia ai campionati nazionali giovanili la vince nel 2009 agli italiani allieve col bronzo sui 2000 m; ad inizio stagione ai nazionali allieve di corsa campestre era stata 34ª.
Nel 2010 vince la sua prima medaglia in una rassegna internazionale giovanile, con il bronzo nella classifica a squadre (13º posto nella prova individuale) dei Mondiali studenteschi di corsa campestre in Slovacchia a Liptovský Mikuláš.
In ambito nazionale vince un'altra medaglia di bronzo ai campionati italiani allieve sempre sui 2000 m; ai nazionali allieve di corsa campestre aveva terminato in 19ª posizione.
Due piazzamenti ai campionati italiani del 2011: 18º e 5º posto rispettivamente ai nazionali juniores di corsa campestre e sui 3000 m siepi agli italiani juniores.
Altri due piazzamenti ed un ritiro nel 2012: 10ª nei nazionali juniores di corsa campestre; agli italiani juniores invece si è ritirata sui 3000 m siepi ed ha chiuso 16ª nei 1500 m.
2013, una medaglia di bronzo sui 3000 m siepi ai campionati nazionali universitari e cinque piazzamenti: ai nazionali di corsa campestre 4ª e 27ª rispettivamente tra le promesse e le assolute; agli italiani promesse finisce quarta sui 3000 m siepi e quindicesima nei 1500 m; settimo posto sui 3000 m siepi.
Due titoli di vicecampionessa italiana nel 2014 sui 3000 m siepi ai campionati nazionali universitari e nei 10 km di corsa su strada nella categoria promesse (26ª assoluta).
In apertura di stagione gareggia ai campionati nazionali di corsa campestre, terminando 46ª e 10ª rispettivamente nella classifica assoluta ed in quella promesse. Gareggia inoltre sui 3000 m siepi sia agli italiani promesse (quarta) che agli assoluti (sesta).
Nel 2015 esordisce con la maglia della Nazionale assoluta in occasione del DécaNation in Francia a Parigi terminando quinta sui 3000 m siepi; verso la fine dell'anno, vince la medaglia di bronzo nella classifica a squadre (34º posto individuale) agli Europei under 23 di corsa campestre a Hyères sempre in Francia.
A livello nazionale diventa campionessa italiana promesse ai tricolori di corsa campestre (dodicesima assoluta); vicecampionessa sui 3000 m ai campionati italiani promesse indoor, mentre sulla stessa distanza agli assoluti al coperto non parte nella finale.

Vince inoltre altre tre medaglie d'argento tutte sui 3000 m siepi: ai nazionali universitari, agli italiani promesse ed agli assoluti.
Il 21 febbraio del 2016 a Gubbio giunge al 13º posto ai campionati italiani assoluti di corsa campestre.

## Progressione

### 1500 metri piani
| Stagione | Tempo   | Luogo   | Data      | Rank. Mond. |
| -------- | ------- | ------- | --------- | ----------- |
| 2017     | 4'27"22 | Ponzano | 1-6-2017  |             |
| 2016     | 4'28"32 | Trento  | 12-7-2016 |             |
| 2015     | 4'37"27 | Modena  | 27-6-2015 |             |
| 2014     | 4'42"27 | Modena  | 25-4-2014 |             |
| 2013     | 4'41"16 | Modena  | 25-4-2013 |             |
| 2012     | 4'47"55 | Modena  | 25-4-2012 |             |
| 2011     | 4'49"47 | Cles    | 25-8-2011 |             |
| 2010     | 4'46"07 | Modena  | 25-4-2010 |             |
| 2009     | 4'53"70 | Modena  | 16-5-2009 |             |

### 3000 metri piani
| Stagione | Tempo    | Luogo         | Data      | Rank. Mond. |
| -------- | -------- | ------------- | --------- | ----------- |
| 2017     | 9'29"42  | Milano        | 20-4-2017 |             |
| 2015     | 9'55"26  | Trento        | 28-7-2015 |             |
| 2014     | 10'16"15 | Trento        | 1-5-2014  |             |
| 2013     | 10'29"39 | Castelnovo    | 9-7-2013  |             |
| 2012     | 11'00"01 | Trento        | 7-8-2012  |             |
| 2011     | 10'37"50 | Modena        | 9-6-2011  |             |
| 2010     | 10'50"37 | Modena        | 11-9-2010 |             |
| 2009     | 10'35"46 | Reggio Emilia | 6-9-2009  |             |

### 3000 metri siepi
| Stagione | Tempo    | Luogo    | Data      | Rank. Mond. |
| -------- | -------- | -------- | --------- | ----------- |
| 2017     | 9'43"80  | Lilla    | 24-6-2017 |             |
| 2016     | 9'58"10  | Oordegem | 29-5-2016 |             |
| 2015     | 10'13"96 | Torino   | 26-7-2015 |             |
| 2014     | 10'37"20 | Rovereto | 20-7-2014 |             |
| 2013     | 10'54"50 | Parma    | 30-6-2013 |             |
| 2012     | 11'45"54 | Rieti    | 6-10-2012 |             |
| 2011     | 11'32"54 | Modena   | 9-7-2011  |             |
| 2010     | 11'29"90 | Imola    | 17-5-2010 |             |
| 2009     | 11'41"66 | Sulmona  | 26-9-2009 |             |

## Palmarès
| Anno | Manifestazione          | Sede      | Evento       | Risultato | Prestazione | Note                                     |
| ---- | ----------------------- | --------- | ------------ | --------- | ----------- | ---------------------------------------- |
| 2015 | Europei di cross        | Hyères    | Corsa U23    | 34ª       | 20'59"      | [ 3 ]                                    |
| 2015 | Europei di cross        | Hyères    | A squadre    | Bronzo    | 82 p.       | [ 4 ]                                    |
| 2017 | Mondiali                | Londra    | 3000 m siepi | Batteria  | 10'01"36    |                                          |
| 2017 | Universiadi             | Taipei    | 3000 m siepi | 5ª        | 10'09"16    |                                          |
| 2018 | Giochi del Mediterraneo | Tarragona | 3000 m siepi | 8ª        | 9'56"21     | Miglior prestazione personale stagionale |
| 2018 | Europei                 | Berlino   | 3000 m siepi | Batteria  | 9'47"75     |                                          |

## Campionati nazionali
- 1 volta campionessa promesse di corsa campestre (2015)

2007
- 18ª ai Campionati italiani cadetti e cadette (Ravenna), 2000 m piani - 7'11"43[5]

2008
- 21ª ai Campionati italiani cadette di corsa campestre (Carpi)[6]
- 9ª ai Campionati italiani cadetti e cadette (Roma), 2000 m piani - 7'00"63[7]

2009
- 31ª ai Campionati italiani allieve di corsa campestre (Porto Potenza Picena), 4,040 km - 16'14[8]
- Bronzo ai Campionati italiani allievi e allieve (Grosseto), 2000 m siepi - 7'22"90[9]

2010
- 19ª ai Campionati italiani allieve di corsa campestre (Formello), 4 km - 17'05[10]
- Bronzo ai Campionati italiani allievi e allieve (Rieti), 2000 m siepi - 7'17"31[11]

2011
- 18ª ai Campionati italiani juniores di corsa campestre (Varese), 5,8 km - 23'30[12]
- 5ª ai Campionati italiani juniores e promesse (Bressanone), 3000 m siepi - 11'34"12[13]

2012
- 10ª ai Campionati italiani juniores di corsa campestre (Borgo Valsugana), 6 km - 23'55[14]
- In finale ai Campionati italiani juniores e promesse (Misano Adriatico), 3000 m siepi - r[15]
- 16ª ai Campionati italiani juniores e promesse (Misano Adriatico), 1500 m piani - 5'12"65[16]

2013
- 27ª ai Campionati italiani di corsa campestre (Abbadia di Fiastra), 6 km - 28'51 (assolute)[17]
- 4ª ai Campionati italiani di corsa campestre (Abbadia di Fiastra), 6 km - 28'51 (promesse)[18]
- Bronzo ai Campionati nazionali universitari (Cassino), 3000 m siepi - 11'03"21[19]
- 4ª ai Campionati italiani juniores e promesse (Rieti), 3000 m siepi - 11'10"94[20]
- 15ª ai Campionati italiani juniores e promesse (Rieti), 1500 m piani - 4'53"33[21]
- 7ª ai Campionati italiani assoluti (Milano), 3000 m siepi - 11'00"94[22]

2014
- 46ª ai Campionati italiani di corsa campestre (Nove-Marostica), 8 km - 31'08 (assolute)[23]
- 10ª ai Campionati italiani di corsa campestre (Nove-Marostica), 8 km - 31'08 (promesse)[24]
- Argento ai Campionati nazionali universitari (Milano), 3000 m siepi - 10'42"97[25]
- 4ª ai Campionati italiani juniores e promesse (Torino), 3000 m siepi - 10'56"94[26]
- 6ª ai Campionati italiani assoluti (Rovereto), 3000 m siepi - 10'37"20[27]
- 26ª ai Campionati italiani 10 km di corsa su strada (Isernia), 10 km - 38'38 (assolute)[28]
- Argento ai Campionati italiani 10 km di corsa su strada (Isernia), 10 km - 38'38 (promesse)[29]

2015
- Argento ai Campionati italiani juniores e promesse indoor (Ancona), 3000 m piani - 10'00"58[30]
- In finale ai Campionati italiani assoluti indoor (Padova), 3000 m piani - dns[31]
- 12ª ai Campionati italiani di corsa campestre (Fiuggi), 8 km - 29'02 (assolute)[32]
- Oro ai Campionati italiani di corsa campestre (Fiuggi), 8 km - 29'02 (promesse)[33]
- Argento ai Campionati nazionali universitari (Fidenza), 3000 m siepi - 10'28"39[34]
- Argento ai Campionati italiani juniores e promesse (Rieti), 3000 m siepi - 10'25"13[35]
- Argento ai Campionati italiani assoluti (Torino), 3000 m siepi - 10'13"96[36]

2016
- 13ª ai Campionati italiani di corsa campestre (Gubbio), 8 km - 26'21[37]

2017
- Oro ai campionati italiani assoluti, 3000 m siepi - 9'56"96

2018
- Bronzo ai campionati italiani assoluti, 3000 m siepi - 10'01"56

## Altre competizioni internazionali
2010
- 13ª ai Mondiali studenteschi di cross ( Liptovský Mikuláš), individuale - 13'09"[38]
- Bronzo ai Mondiali studenteschi di cross ( Liptovský Mikuláš), a squadre[38]

2015
- 5ª al DécaNation ( Parigi), 3000 m siepi - 10'37"81[39]